# 무를로
무를로(이탈리아어: Murlo)는 이탈리아 토스카나주 시에나도에 있는 코무네다. 피렌체에서 남쪽으로 70km, 시에나에서 남쪽 20km 거리에 있다.
포조 치비타테 언덕은 무를로에 위치한 고대 유적지로, 최근에는 고고학 발굴이 이뤄지고 있다.
최근 연구에 따르면, 무를로 거주민의 DNA에서 다른 이탈리아인들보다 동쪽 지역 사람들에 밀접한 관련이 있다고 밝혀졌으며, 헤로도토스에 따르면 에트루리아인들은 리디아인에서 기원을 했다.

## 자매 도시
- 프랑스 기베르빌